# 逃暗记石刻群
逃暗记石刻群，位于中国广东省惠州市博罗县长宁镇澜石村，罗浮山石刻中面积最大，史料价值较高的一题明代摩崖石刻。1988年，列入博罗县文物保护单位。
逃暗记石刻面积约40平方米，上刻《逃暗记》全文，共118 个字，隶书，竖排，由明代叶春及撰文，南海朱完书。